# Kameleon górski
Kameleon górski (Trioceros montium) – gatunek jaszczurki z rodziny kameleonowatych (Chamaeleonidae). Zamieszkuje górskie lasy zachodniego Kamerunu.
Gatunek jest objęty konwencją waszyngtońską  CITES (załącznik II).